# Raïon de Bolchie Berezniki
Le raïon de Bolchie Berezniki (en russe : Большеберезнико́вский райо́н, en erzya:Покш Килейбуе, Pokš Kilejbuje, en moksha: Оцю Келунонь аймак, Otsü Kelunoń ajmak) est un raïon de la république de Mordovie, en Russie.

## Géographie
D'une superficie de 14 072 km2, le raïon de Bolchie Berezniki est situé au sud-est de la république de Mordovie.
Son siège administratif est Bolchie Berezniki situé dans la partie sud-est du raïon, sur la rive gauche de la rivière Soura, à 60 km de Saransk et à 30 km de la gare de Tchamzinka la plus proche.
Le raïon de Bolchie Berezniki est situé dans la partie sud-est de la république de Mordovie.
Il borde le raïon de Kotchkourovo au sud-ouest, le raïon de Liambir à l'ouest , le raïon de Tchamzinka au nord-ouest, le raïon de Doubenki au nord-est et l'oblast d'Oulianovsk au sud-est.
Le raïon  fait partie de la zone de steppe boisée des hauts plateaux de la Volga.
Les cours d'eau les plus importants sont la Soura, la Chtyrma, la Bolchaïa et la Malaïa Kcha.
Dans la plaine inondable de ces rivières, il y a un grand nombre de petits lacs.
Le raïon comprend 11 municipalités rurales : Bolchie Berezniki, Chougourovo, Gouzyntsy, Kossogory, Marianovka, Parakino, Permissi, Potchinki, Simkino, Starie Naïmany et Soudossevo, qui comprennent chacune plusieurs villages et hameaux.

## Économie
La principale activité du raïon est l'agriculture, spécialisée dans la culture des céréales.
Le village de Bolchie Berezniki a des entreprises de l'industrie agroalimentaire.
Les minéraux extraits du sous-sol sont l'argile, le sable, le gravier et le grès.

## Démographie
La population du raïon de Bolchie Berezniki a évolué comme suit:
| 1970   | 1979   | 1989   | 2002   | 2009   |
| ------ | ------ | ------ | ------ | ------ |
| 30 636 | 24 400 | 19 340 | 15 584 | 13 893 |

| 2011   | 2015   | 2020   | - | - |
| ------ | ------ | ------ | - | - |
| 13 966 | 13 005 | 11 993 | - | - |

## Galerie

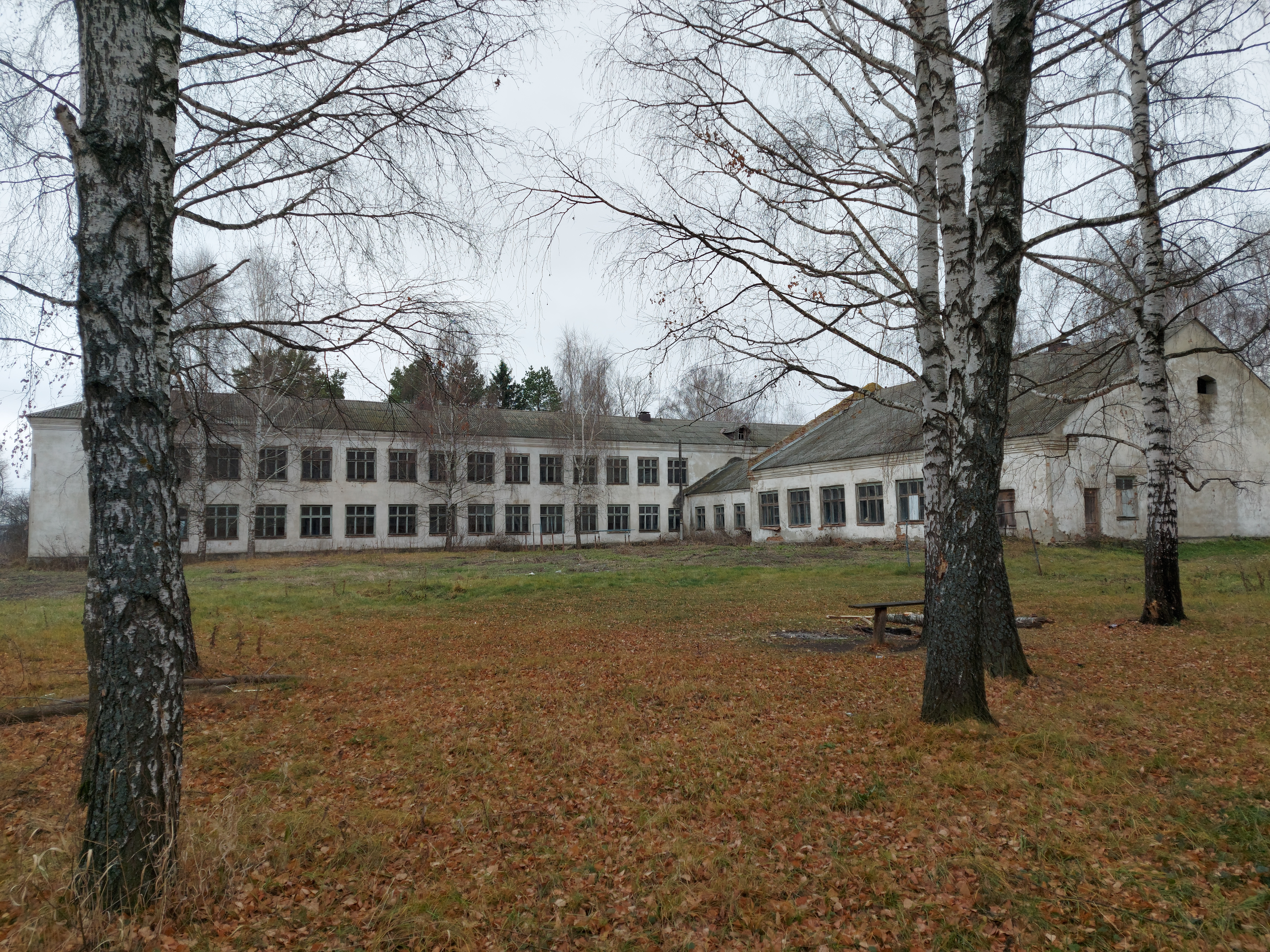
École de Kossogory.
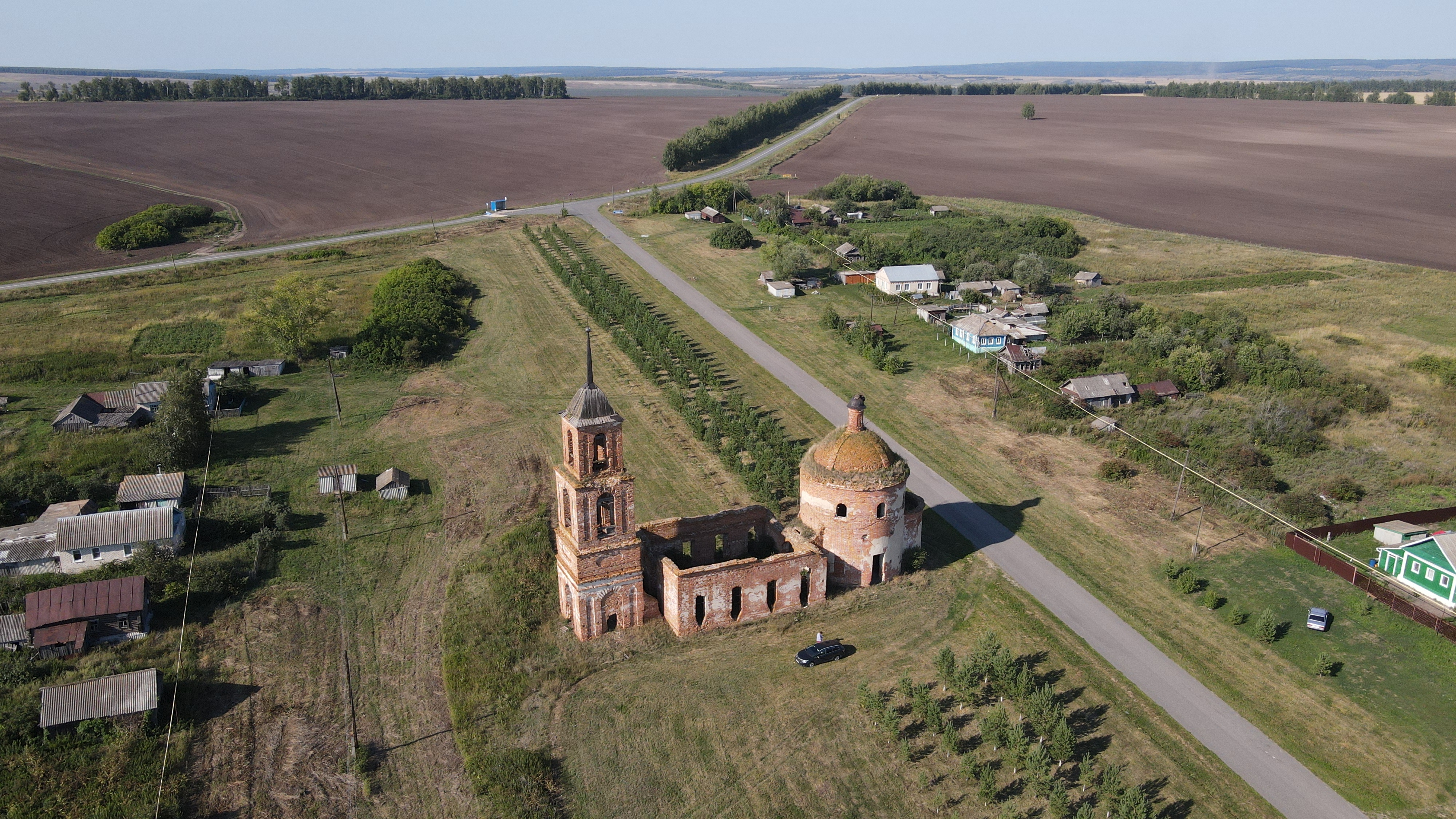
Église Saints-Pierre-et-Paul du village de Potchinki
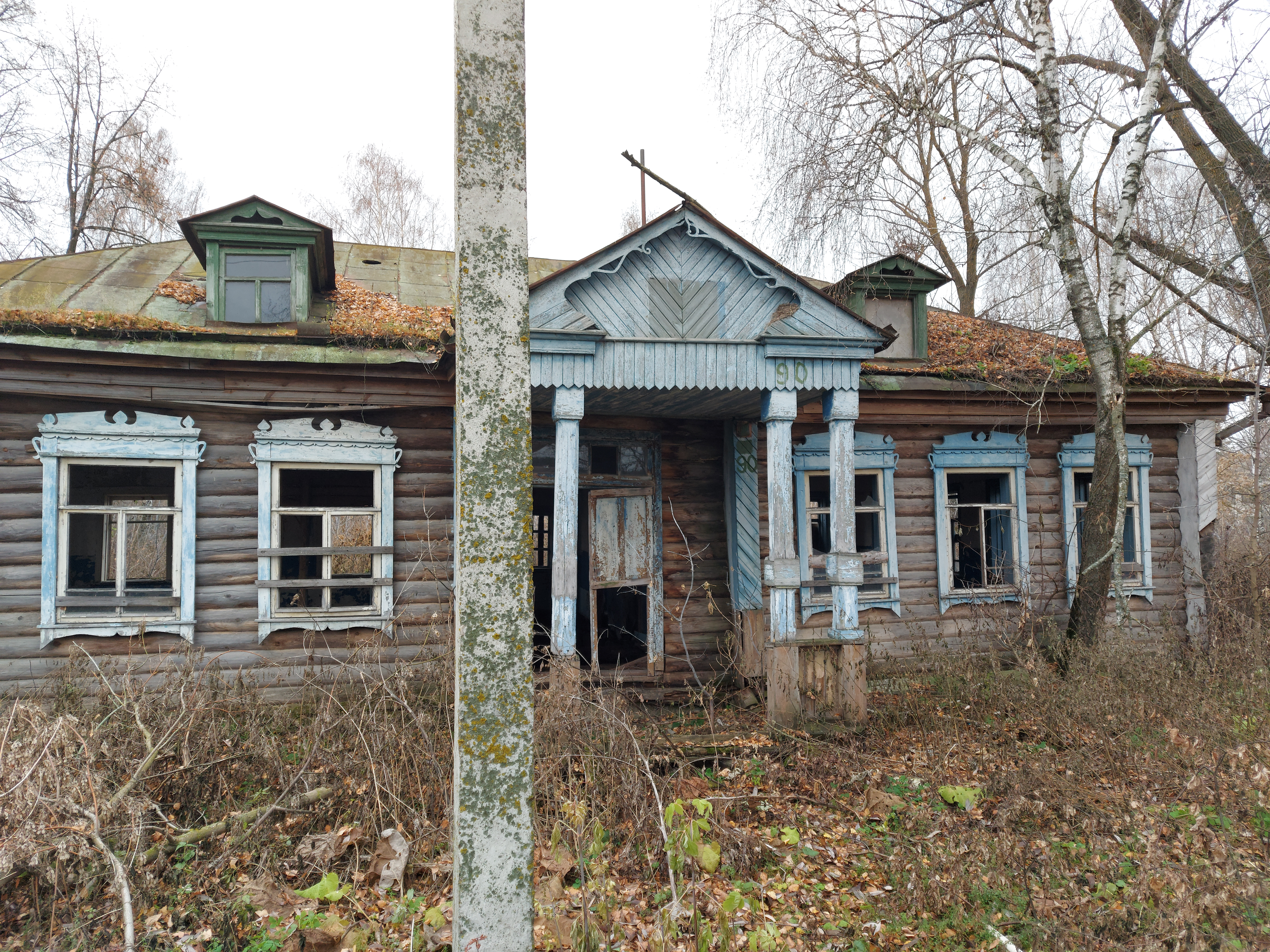
L'ancien bâtiment du conseil du village de Kossogory.